# Leo Van Der Elst
Leo Van der Elst (Opwijk, 7 januari 1962) is een voormalig profvoetballer en international uit België, die ook actief was als trainer. Hij kwam uit voor onder meer Antwerp, Club Brugge en Genk. Van der Elst speelde als rechtshalf. 
Hij is een broer van wijlen oud-voetballer François Van der Elst, die aanvaller was.

## Interlandcarrière
Van Der Elst speelde op het WK van 1986 met België, waar de Rode Duivels de vierde plaats veroverden. Van Der Elst is vooral bekend geworden door zijn strafschop tegen Spanje waardoor België zich plaatste voor de halve finale van het WK 1986. Onder leiding van bondscoach Guy Thys maakte hij zijn debuut voor de Belgen op 17 april 1984 in de vriendschappelijke wedstrijd tegen Polen (0-1), net als Walter De Greef (Anderlecht).

## Trivia
Van Der Elst genoot bekendheid op de Vlaamse televisie als presentator en als vaste gast bij verschillende quizprogramma's. Van Der Elst had vroeger een relatie met actrice Ann Hendriks. Daarna is hij opnieuw getrouwd. Hij is de man achter het eerste footgolfproject in België en tal van andere projecten. In 2012 nam hij het peterschap van de 1.000 kilometer, een actie van Kom op tegen Kanker op zich.
In 2011 speelde hij een gastrol in F.C. De Kampioenen als trainer.

## Palmares

### Club
Club Brugge
- Eerste Klasse: 1987–88
- Beker van België: 1985-85
- SuperCup: 1986
- Brugse Metten: 1984[2]

### Internationaal
België
- Wereldkampioenschap: 1986 (vierde plaats)[3]